# Il prete
Il prete (Priest) è un film del 1994 diretto da Antonia Bird.

## Trama
Il giovane sacerdote Padre Greg Pilkington, viene trasferito presso la parrocchia di St. Mary, nel centro della città di Liverpool. Quasi subito scopre la relazione tra il maturo Padre Matthew Thomas e la giovane governante della canonica Maria Kerrigan. Padre Thomas è un forte sostenitore della sinistra e della Teologia della Liberazione, che lo porta a continui scontri e litigi con il vescovo, che tuttavia apprezza le sue capacità.
Mentre credenze, conservatorismo e religiose tradizioni personali del giovane protagonista sono oggetto di disprezzo da parte del sacerdote più anziano, anche per il suo voto di celibato, lui lotta con i propri impulsi omosessuali, soprattutto dopo l'incontro in un locale gay con un ragazzo, Graham, con cui avrà un rapporto sessuale.
Nel frattempo, la studentessa Lisa Unsworth ha confidato a Padre Greg di subire violenze sessuali da suo padre, che conferma la storia della figlia. Entrambi hanno rivelato il loro segreto in confessionale, così padre Greg, per onorare la santità dei Sacramenti, è costretto a non dire niente a nessuno. Tuttavia, cerca di mettere in guardia la madre di Lisa, affinché la figlia resti sempre sotto stretta sorveglianza, ma la donna ingenuamente crede che sua figlia si trovi al sicuro anche mentre resta sola col marito.
Quando però la signora Unsworth scopre in flagrante il marito che violenta la figlia e si rende conto che il sacerdote sapeva tutto, si scaglia contro di lui, augurandogli di finire all'Inferno. A questo tormento si aggiunge anche l'arresto di Greg per aver fatto sesso con Graham in una macchina parcheggiata. Quando si dichiara colpevole di carica, la storia è in evidenza sulla prima pagina del giornale locale e padre Greg, incapace di affrontare i suoi parrocchiani, si trasferisce in una parrocchia remota guidata da un prete che disapprova ciò che è successo al giovane sacerdote e che gli suggerisce di trovare la sua strada altrove, ma Padre Greg dichiara che non potrebbe fare altro nella vita.
Così Padre Matthew lo convince a tornare a St. Mary, e i due presiedono insieme una Messa, che però viene interrotta dalle forti proteste di coloro che si oppongono alla presenza di Padre Greg sull'altare. Così Padre Matthew gli chiede di lasciare la cappella. I due sacerdoti poi iniziano a distribuire l'Eucaristia, ma i restanti fedeli ignorano Padre Greg e si mettono tutti in fila per ricevere la comunione da Padre Matthew. Ma all'improvviso si alza dal suo posto Lisa, che si avvicina a padre Greg e dopo aver preso la comunione da lui, tra le lacrime, abbraccia il prete profondamente, segno che lo ha perdonato.

## Riconoscimenti
- 1994 - Toronto International Film Festival
  - Premio del pubblico
- 1994 - Edinburgh International Film Festival
  - Miglior film britannico
- 1995 - Festival di Berlino
  - Teddy Award
- 1995 - British Academy of Film and Television Arts
  - Candidatura per il Miglior film britannico
- 1995 - Santa Barbara International Film Festival
  - Premio del pubblico